# Andrew Brackman
Pour les articles homonymes, voir Brackman.
Andrew Warren Brackman (né le 4 décembre 1985 à Cincinnati, Ohio, États-Unis) est un ancien lanceur droitier des Ligues majeures de baseball ayant évolué en 2011 pour les Yankees de New York.

## Carrière

### Yankees de New York
Andrew Brackman, joueur à l'Université d'État de Caroline du Nord, est un choix de première ronde des Yankees de New York en 2007. Il signe un contrat de quatre ans pour 4,55 millions de dollar US avec les Yankees dans les semaines qui suivent. Peu de temps après, il doit être opéré pour remplacer un ligament dans son épaule droite.
Avant la saison de baseball 2011, Brackman, qui évolue toujours en ligues mineures, apparaît en 78e position du classement annuel des 100 meilleurs joueurs d'avenir dressé par Baseball America. La même publication le place cinquième parmi les futurs joueurs des Yankees.

#### Saison 2011
Brackman, un droitier, fait ses débuts dans le baseball majeur avec les Yankees le 22 septembre 2011 comme lanceur de relève, le même jour qu'un autre espoir du club, Dellin Betances. Il fait trois apparitions en relève pour les Yankees et lance deux manches et un tiers sans accorder de point en fin de saison 2011. Il n'est pas retenu par les Yankees après la saison et le Cincinnati Enquirer rapporte en décembre que Brackman en serait venu à une entente avec le club de sa ville natale, les Reds de Cincinnati.

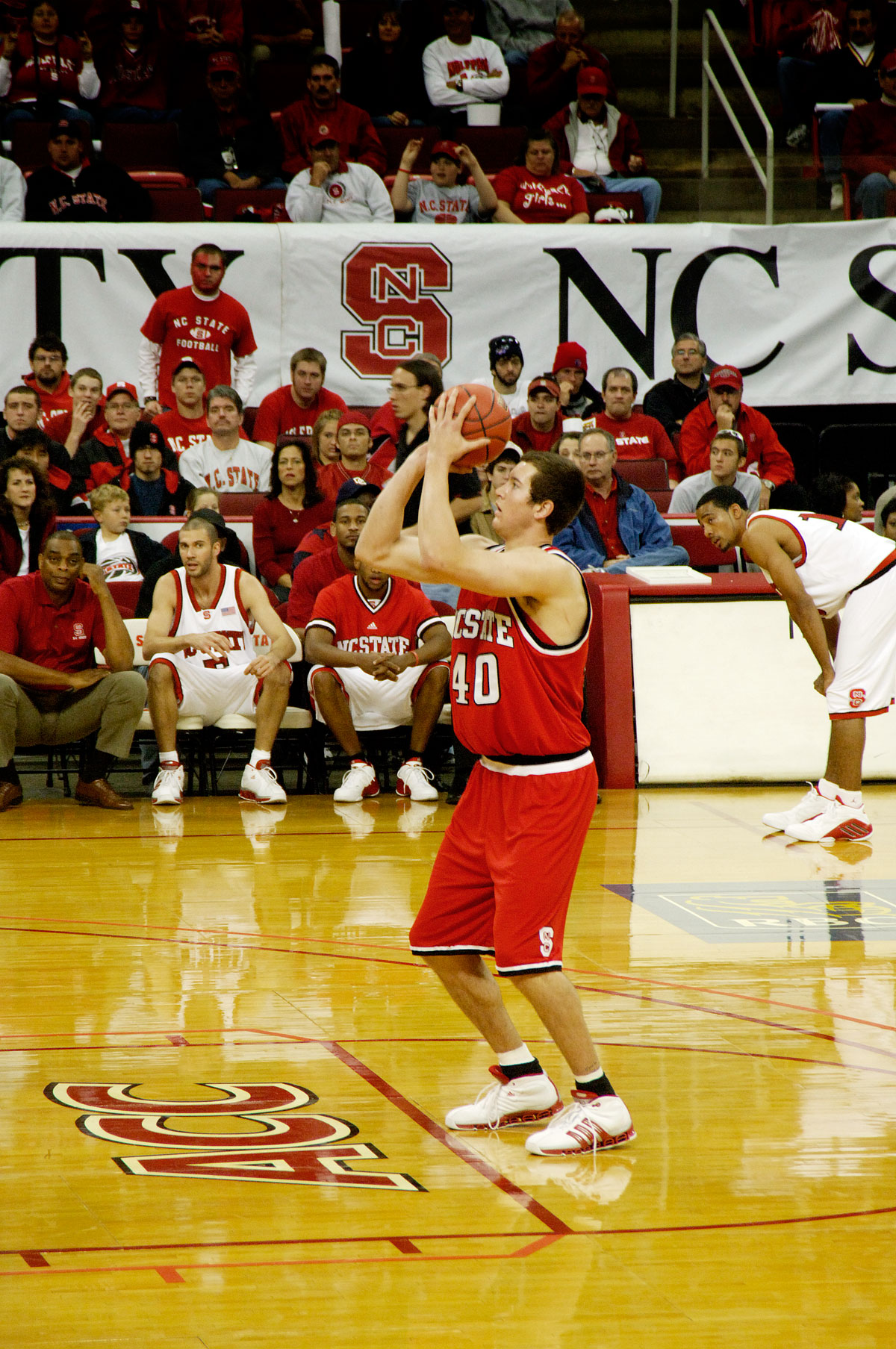
Andrew Brackman jouant au basket-ball pour la NC State.

Le 4 janvier 2012, Brackman signe un contrat d'un an avec les Reds de Cincinnati. Il ne joue qu'en ligues mineures avec des clubs affiliés aux Reds dans l'année qui suit, avant de terminer sa carrière en 2013 avec un club affilié aux White Sox de Chicago.